# El Picazo
El Picazo település Spanyolországban, Cuenca tartományban. El Picazo Tébar, Pozorrubielos de la Mancha, Villanueva de la Jara, Casasimarro, Alarcón és Sisante községekkel határos. Lakosainak száma 704 fő (2024).

## Népesség
A település népessége az utóbbi években az alábbiak szerint változott:
| Lakosok száma | 709  | 731  | 763  | 790  | 748  | 707  | 688  | 666  | 660  | 704  |
|               | 2001 | 2004 | 2006 | 2009 | 2011 | 2014 | 2016 | 2019 | 2021 | 2024 |